# Чингансола
 Чингансола  — деревня в Звениговском районе Республики Марий Эл. Входит в состав Шелангерского сельского поселения.

## География
Находится в южной части республики Марий Эл на расстоянии приблизительно 47 км по прямой на северо-восток от районного центра города Звенигово.

## История
Известна с 1878 года как выселок из деревни Керебеляк, тогда здесь отмечено было 13 дворов и 78 человек, в 1897 году — 111 человек, в 1902 году (уже деревня) 23 двора, в 1921 году — 115 жителей, в 1926 году — в 33 хозяйства и 155 жителей. В советское время работал колхоз «Изи нур».

## Население
Население составляло 61 человек (мари 97 %) в 2002 году, 47 в 2010.